# 鮑國珍
鮑國珍（？—？），四川成都人，清朝政治人物。拨贡出身。
咸丰七年署，擔任廣東廣州府永安縣知縣（現紫金縣知縣）。后由張國賓接任。